# Скотт Коламбус
Волтер Скотт Коламбус (англ. Walter Scott Columbus; 10 листопада 1956 - 4 квітня 2011) американський музикант,барабанщик.Найбільш відомий як учасник рок-гурту Manowar.
Коламбус прийшов до гурту у 1982 році, змінивши Доні Гамзіка (Donnie Hamzic).Дебют у складі Manowar відбувся на концерті в Форт-Лодердейлі в червні того ж року.
У 1992 покинув гурт з особистих причин . Офіційна версія, хвороба сина була спростована ним у 2010 році в інтерв'ю журналу Classic Rock. Заміною на час відсутності став рекомендований самим Скоттом Кенні «Ріно» Едвардс.
Повернувшись до Manowar 1996, знов покинув гурт в квітні 2008 у зв'язку з професійними розбіжностями .Його заміняють сесійні барабанщики. З 2007 по 2008 Кенні «Ріно» Едвардс а з 2009 Доні Гамзік.В цей час Скотт записав сольний альбом і виступив як гість із гуртом Росса Фрідмена і з гуртом Brick, який виконує Кавери.
Скотт Коламбус пішов з життя з невідомих причин 4 квітня 2011 року у віці 54 років.